# Piscataway (New Jersey)
Piscataway est un township du comté de Middlesex dans l'état du New Jersey. Le toponyme est celui donné par des Amérindiens à la région qu'ils habitaient, la vallée de la Piscataqua, entre le  New Hampshire et le Maine, avant leur déportation sur ce territoire ; on peut y reconnaître les mots nanticoke peskwe (branche) et tegwe (rivière à marée), ou peut-être pisgeu (« nuit noire ») et awa (« lieu »), ou enfin un mot lenape signifiant « grand cerf ». La région a d'abord été colonisée par des Quakers et des baptistes dissidents de la colonie puritaine du New Hampshire (1666).
Piscataway bénéficie d'infrastructures universitaires et de laboratoires de recherches très réputés grâce au campus de l'université Rutgers, qui s'étend en partie sur la commune. Les laboratoires Bell y avaient une implantation, revendue en 2001 à Telcordia Technologies. Le stade de High Point Solutions est celui des Scarlet Knights de Rutgers .